# Irisbus EuroClass
El Iveco 380 EuroClass, renombrado Irisbus 389 EuroClass en 2002, es un modelo de autocar interurbano y de turismo diseñado y fabricado primero por la empresa italiana Iveco y posteriormente por la empresa conjunta italo-francesa Irisbus entre 1993 y 2007. Producido en la planta de Valle Ufita en Flumeri, Italia, el EuroClass se ha extendido por toda la península, incluyendo versiones con carrocerías diseñadas por Padane y Dalla Via. La versión HD ganó el premio al Autocar del Año en 1995.

## Historia y proyecto

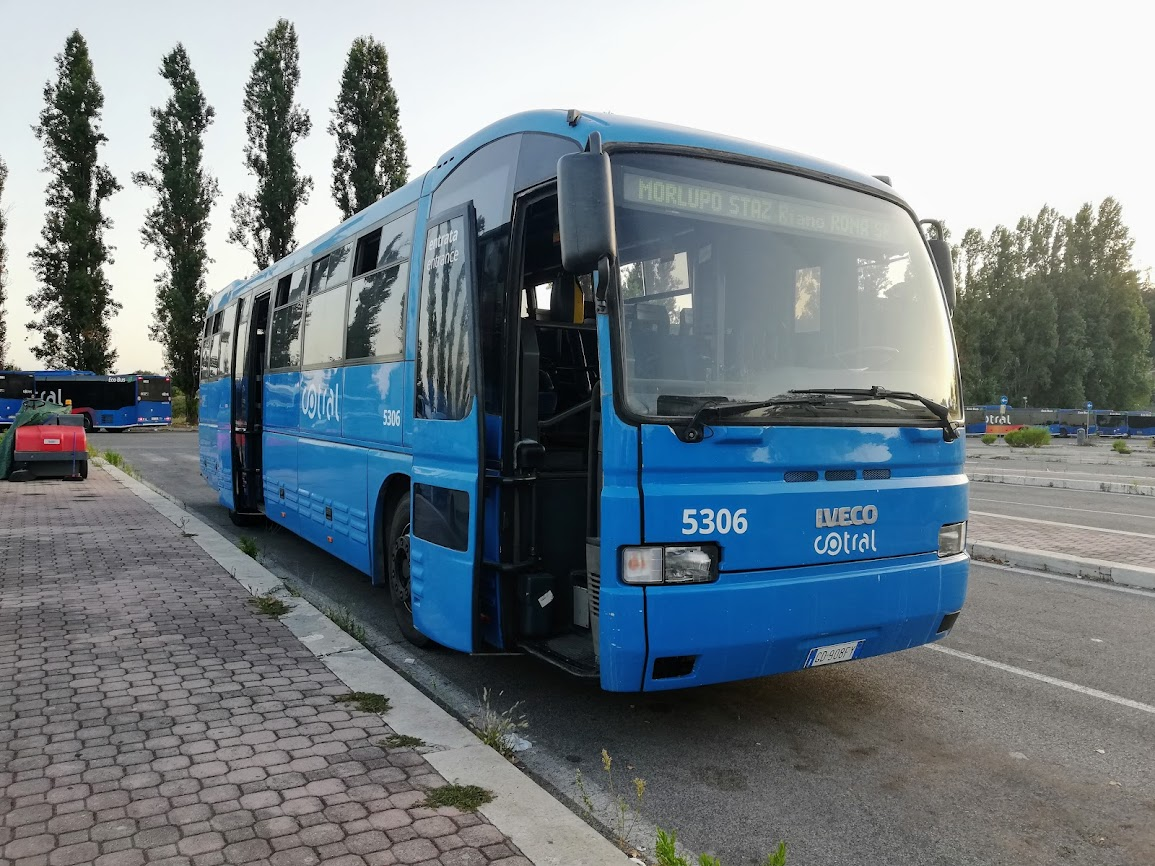
Iveco 380 EuroClass di Cotral in sosta presso la stazione Saxa Rubra a Roma

El EuroClass se lanzó a principios de los 90: su objetivo era sustituir al Iveco 370, en producción desde 1976, en el segmento del transporte público interurbano y en el de alquiler con chófer. Al igual que el 370, las versiones más equipadas se denominaron "EuroClass Orlandi", aunque también se fabricaron en la planta de Flumeri. Las primeras unidades salieron de la planta en octubre de 1992 y eran versiones H, destinadas principalmente al servicio interurbano. Exactamente un año después, se presentó también la versión HD, 30 cm más alta y diseñada para el gran turismo.
A las versiones estándar se unió en 1996 la TopClass, diseñada por Italdesign Giugiaro sobre el mismo chasis, pero con un diseño más sofisticado y un techo panorámico de cristal. En el año 2000, la EuroClass experimentó una ligera renovación, con mejoras en la parte trasera y la incorporación de nuevos faros circulares, que caracterizarían a todas las EuroClass producidas a partir de entonces. A partir de 2002, el vehículo comenzó a fabricarse bajo la marca Irisbus.
Su sucesor, basado en el chasis Irisbus Iliade y comercializado como Irisbus Evadys, fue presentado en 2005, mientras que la producción del EuroClass finalizó definitivamente en 2007.
Todos los modelos EuroClass están equipados con aire acondicionado de serie (generalmente Thermobus), equipo de música y reproductor de CD. La versión Touring cuenta con baño, uno o más televisores con reproductor de vídeo (casetes y DVD) y máquina de café expreso. 
Desde su lanzamiento hasta 2001, el EuroClass se fabricó sobre el chasis Iveco 380. Contaba con un motor Fiat 8460.41S de 350 CV en la versión estándar y 380 CV en la versión GT.
Desde el 1 de enero de 2002, todos los modelos se denominaron Irisbus EuroClass NEW, fabricados sobre el chasis Irisbus 389. Presentan una carrocería prácticamente idéntica, salvo por los grupos ópticos delanteros. Están equipados con el motor Iveco Cursor, que desarrolla 350 CV en la versión estándar y 430 CV en la versión GT.
La producción del Irisbus 389 EuroClass se interrumpió a finales de 2006. Este modelo no tuvo un sucesor inmediato, ya que el Iveco Orlandi Domino 2001 ya había tomado el relevo. El Irisbus Evadys podría considerarse el siguiente paso lógico en la gama alta del fabricante.
El modelo EuroClass, tanto de las marcas Iveco como Irisbus, ha cosechado un éxito comercial considerable en Italia, donde presta servicio a todas las compañías de transporte regular y turístico. La empresa COTRAL, con sede en Roma, cuenta con una flota de 693 EuroClass de todos los tipos. La empresa Sogin-SITA cuenta con una flota similar. El EuroClass también se ha distribuido ampliamente en el extranjero, especialmente en Francia, pero especialmente en España, Países Bajos y Europa del Este.

## Técnica
El EuroClass, producido en la planta de Valle Ufita, cerca de Flumeri (Italia), se ofrecía en dos versiones: H y HD.
Inicialmente, estaba disponible con tres motores Euro II, todos de origen Fiat-AIFO: el 8460.41R (de 290 CV) solo para la versión H, el 8460.41S (de 345 CV) tanto para la versión H como para la HD, y el 8460.41M (de 380 CV) solo para la versión HD.
En 2002, con la transición a la normativa Euro III, la oferta de motores cambió: además del nuevo Iveco Cursor 8 (de 352 CV), el EuroClass se ofreció con motores Renault dCi 11, diferentes para las versiones H (360 CV) y HD (430 CV).

En su debut, la EuroClass estaba disponible con tres transmisiones ZF: la automática 5HP 600 o 590 de 5 velocidades (solo para la versión de 290 CV) y la manual 8S 180 de 8 velocidades con opción de control AVS (de serie en la versión HD). Posteriormente, la automática ZF se convirtió en la 5HP 592 (también de 5 velocidades) para el motor Cursor y en la 5HP 602 para la versión Renault de 360 CV. La transmisión manual fue sustituida por la ZF S6 1600 de 6 velocidades, mientras que la 8S 180 se mantuvo para las versiones HD sin transmisión automática, aunque solo por un breve periodo. De hecho, con el cambio a la marca Irisbus, pero solo para las versiones "HD by Orlandi", se ofreció como opción la transmisión manual automatizada ZF AS-Tronic de 10 velocidades. Desde 2002 también está disponible la transmisión automática Voith y la transmisión As-Tronic se ofrece de serie en las versiones HD, retirando así la transmisión doble H de ZF.

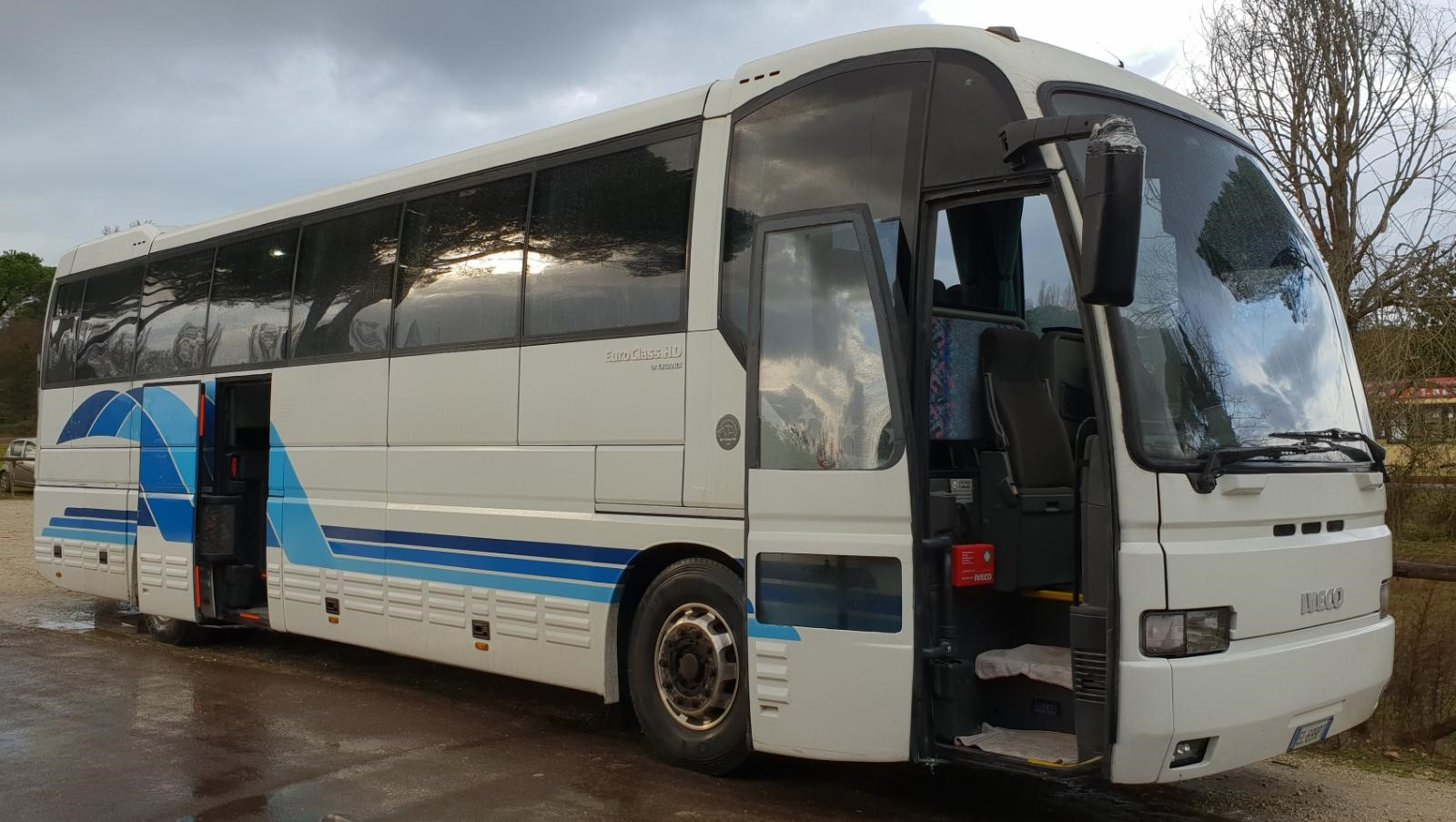
Iveco EuroClass HD (actualmente propiedad de Storicbus).

## Versiones

### EuroClass H
- Longitud: 10,5 m o 12 m
- Altura: 3,265 m
- Opciones: Línea, Superlínea, Alquiler, Superlínea, Turismo

#### Motores

##### Versión Euro II
- Iveco 8460.41R 290 CV
- Iveco 8460.41S 345 CV

##### Versión Euro III
- Iveco Cursor 8 F2B 352 CV
- Renault DCI 11 361 CV

#### Transmisión

##### Versioni Euro II
- Transmisión manual de 8 velocidades ZF 8HP 180 (con control AVS opcional)
- Transmisión automática de 5 velocidades ZF 5HP 600 (o 590 para algunas versiones de 290 CV)

##### Versioni Euro III
- Manual de 6 velocidades ZF S6 1600 (para Renault)
- Automática de 5 velocidades ZF 5HP 592 (para Cursor) y 5HP 602 (para Renault)
- Automática de 4 velocidades Voith

### EuroClass HD
- Longitud: 12 m
- Altura: 3,565 m

#### Motor

##### Versión Euro II
- Iveco 8460.41M 380 CV

##### Versión Euro III
- Renault dCi 11 431 CV

#### Transmisión

##### Versión Euro II
- Caja manual de 8 velocidades ZF 8HP 180 con control AVS (sin para los primeros modelos Irisbus no As-Tronic)

##### Versión Euro III
- Transmisión manual automatizada ZF As-Tronic de 10 velocidades

## Difusión
El EuroClass fue adquirida en sus diversas versiones por varias empresas de transporte público italianas. La mayor cantidad la registró la empresa regional Cotral, que adquirió aproximadamente 700 unidades en total. Un total de 188 EuroClass también prestaron servicio en nombre del ferrocarril Trento-Malè e Atesina, que posteriormente se fusionó con Trentino Trasporti. ARPA adquirió aproximadamente treinta EuroClass, incluyendo varias TopClass y EuroClass con carrocería Orlandi, que, junto con algunas unidades FAS y GTM, se incorporaron a la flota de TUA.
Por el contrario, su versión hermana, la TopClass, tuvo poco éxito, con aproximadamente 100 unidades producidas.
Una versión HD, producida en 1994, fue adquirida y preservada por la asociación Storicbus.

## Galería

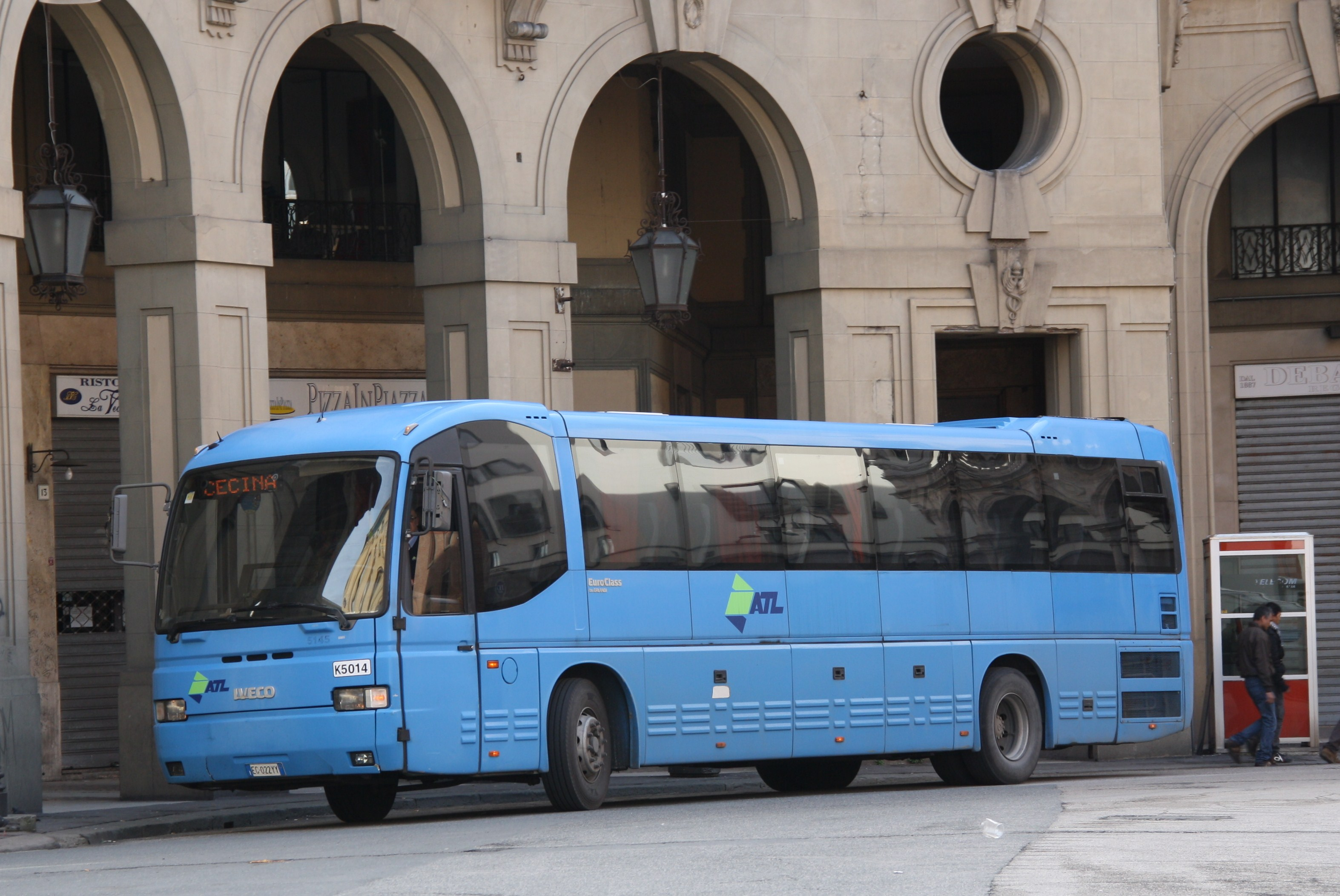
Iveco 380 EuroClass
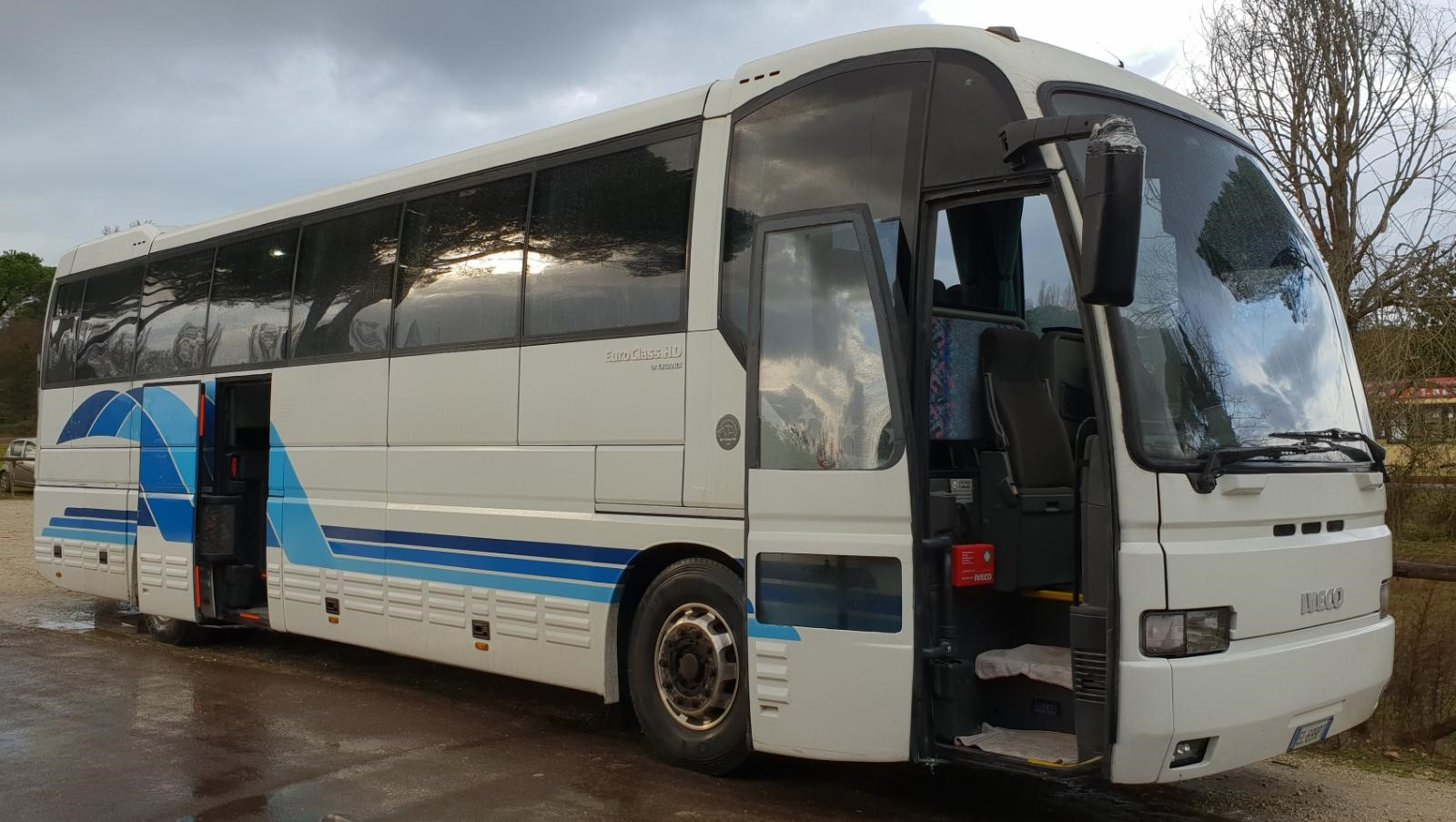
Iveco 380 EuroClass by Orlandi de 1995
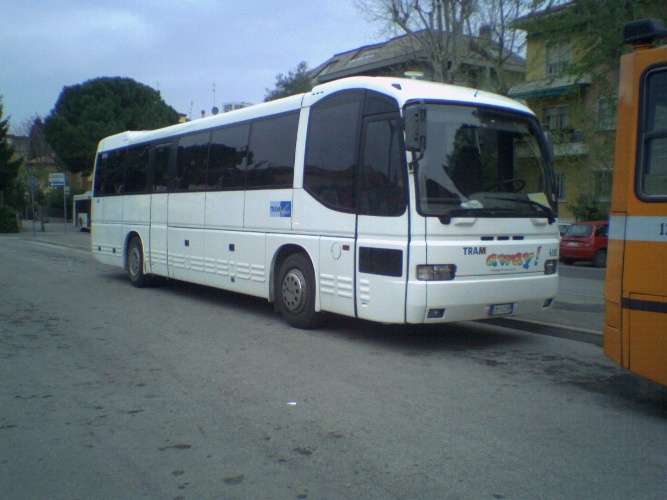
Iveco 380 EuroClass by Orlandi
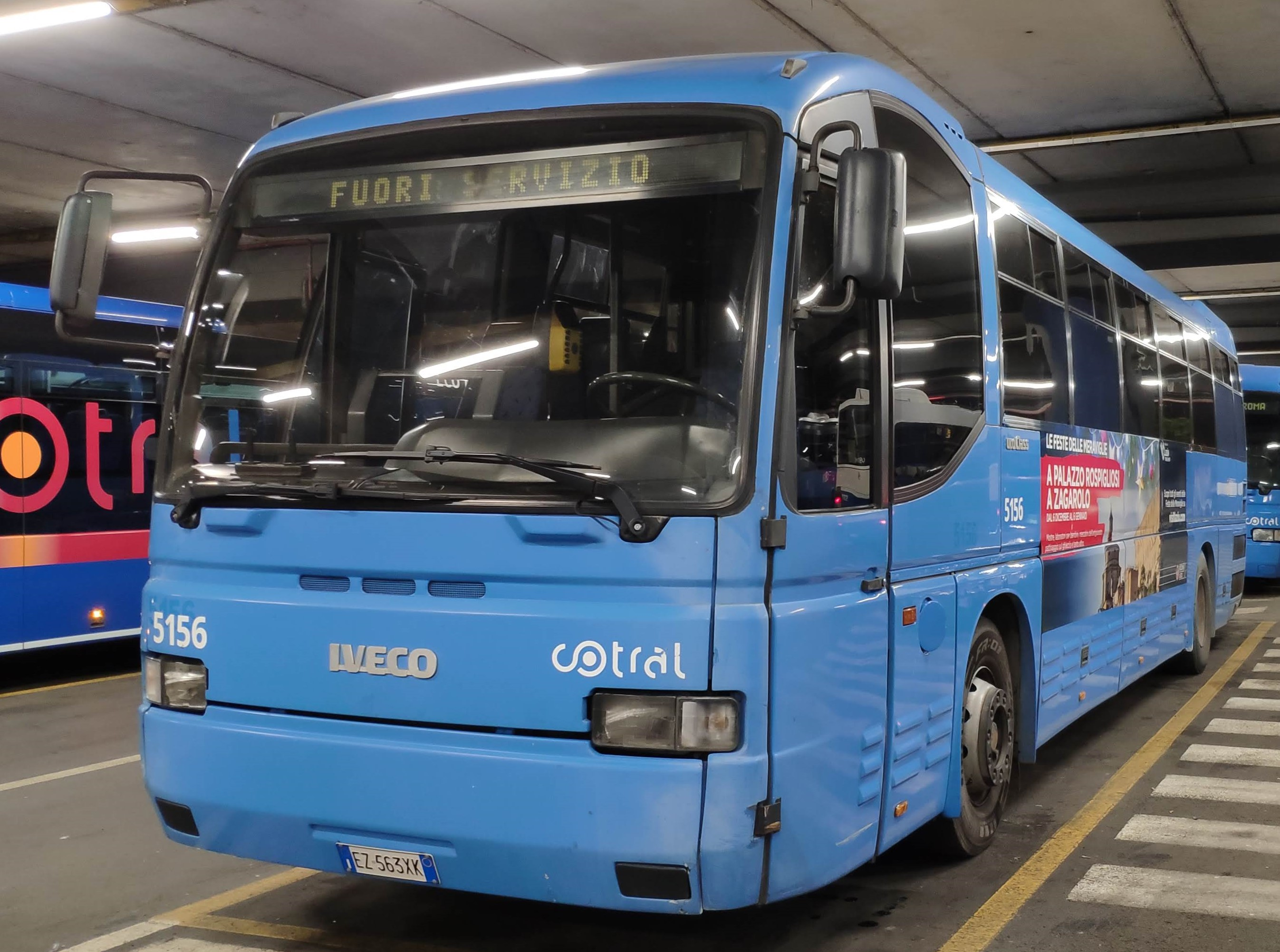
Iveco 380 EuroClass (fase 1)
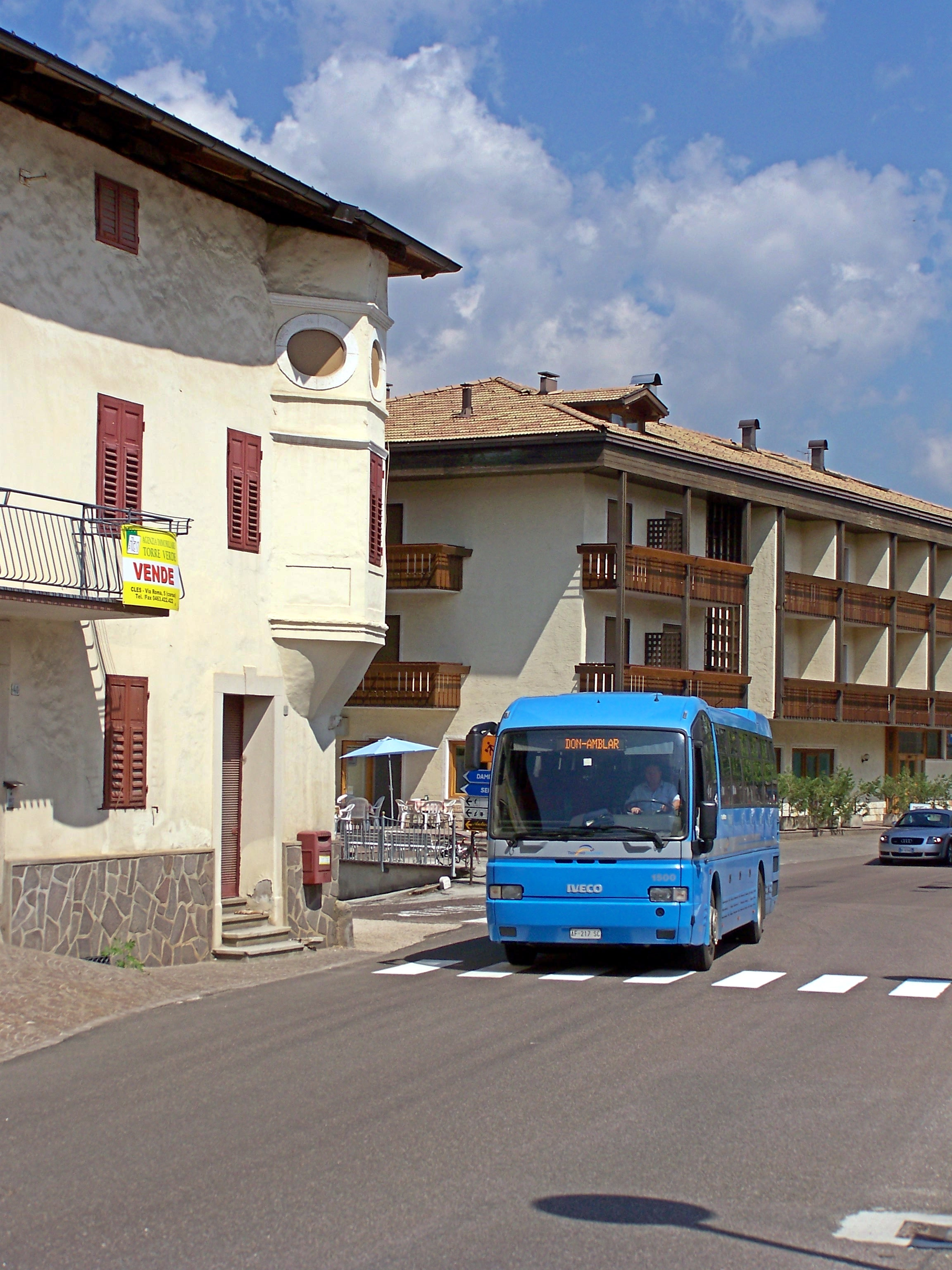
Iveco 380 EuroClass by Orlandi
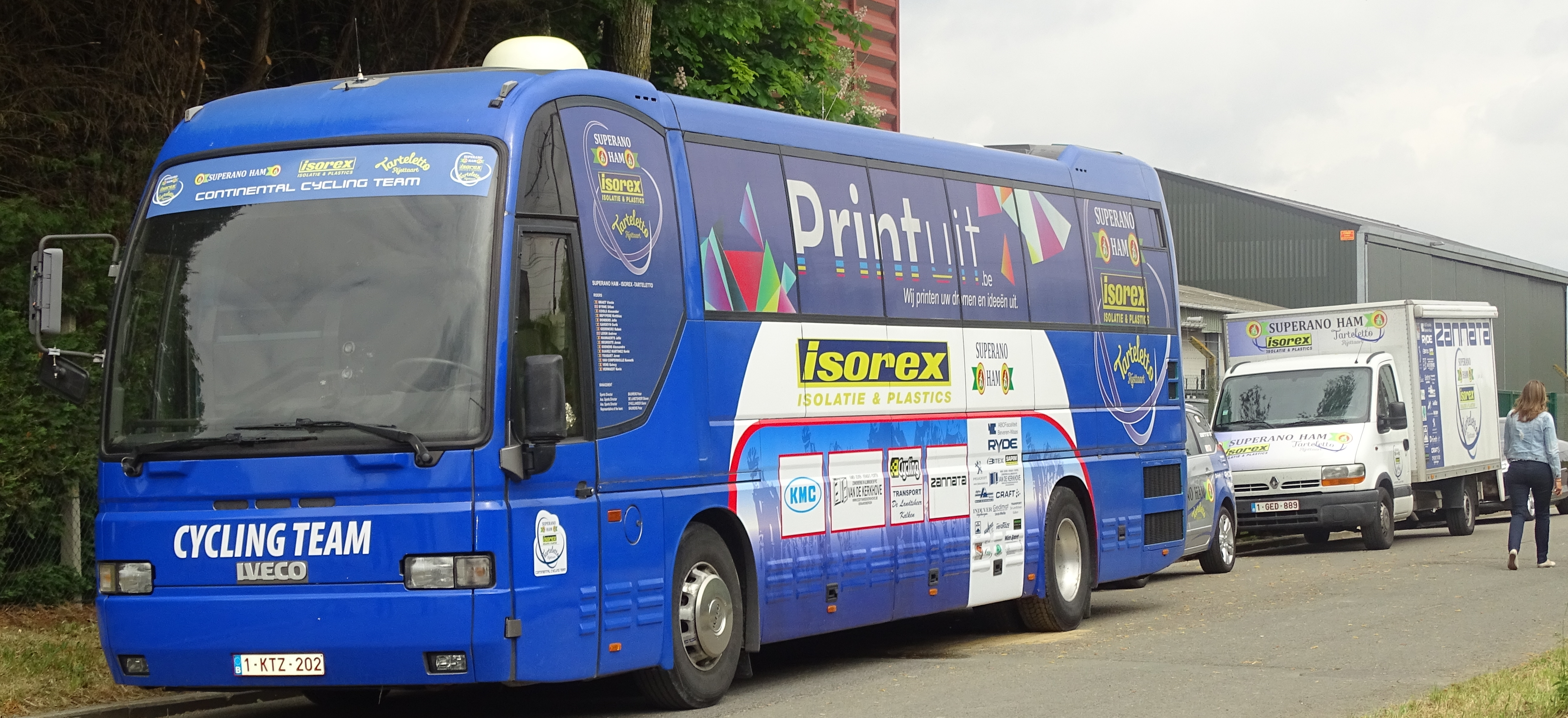
Iveco 380 EuroClass del Grand Prix Criquielion
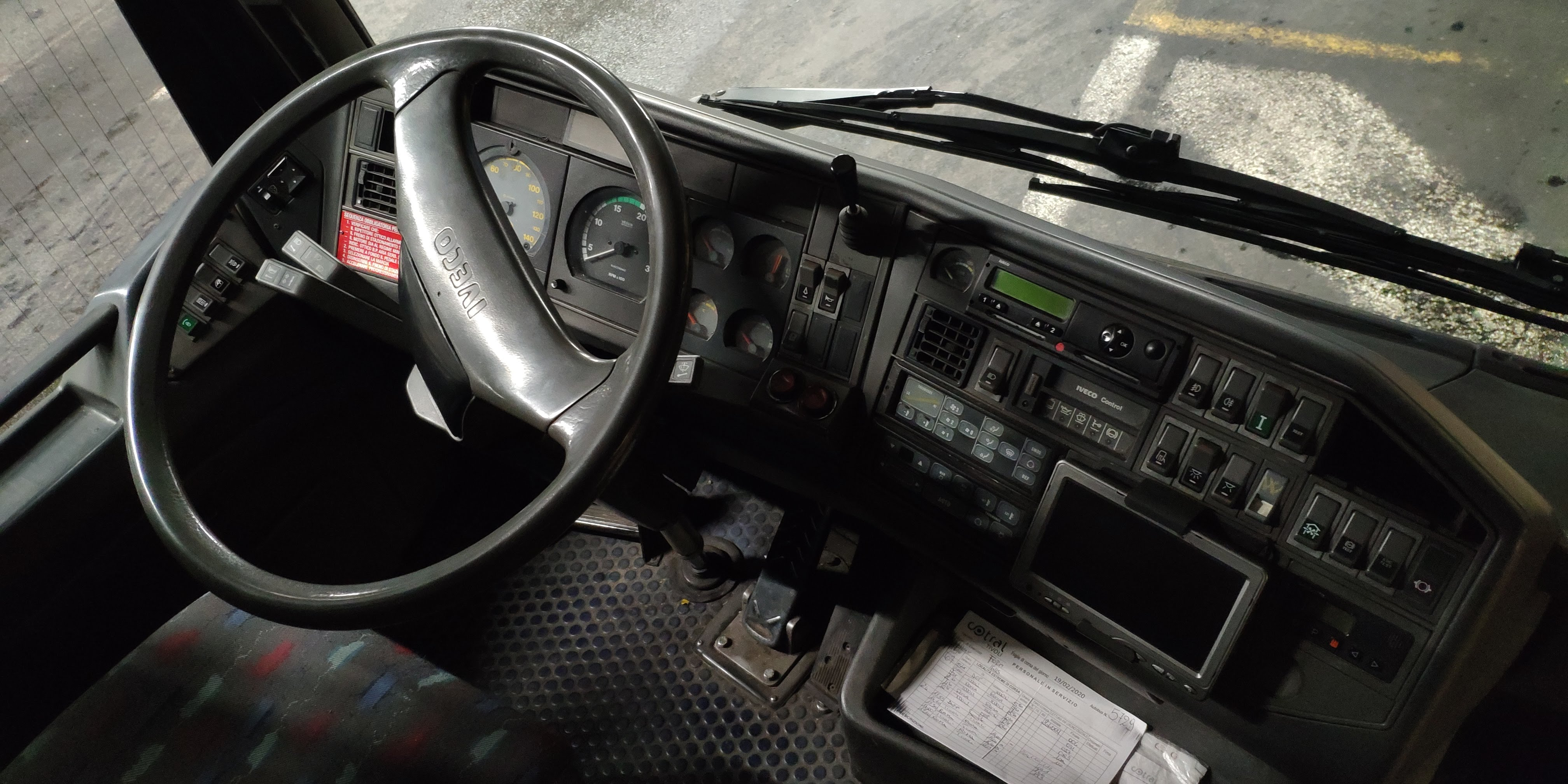
Tablero del Iveco EuroClass
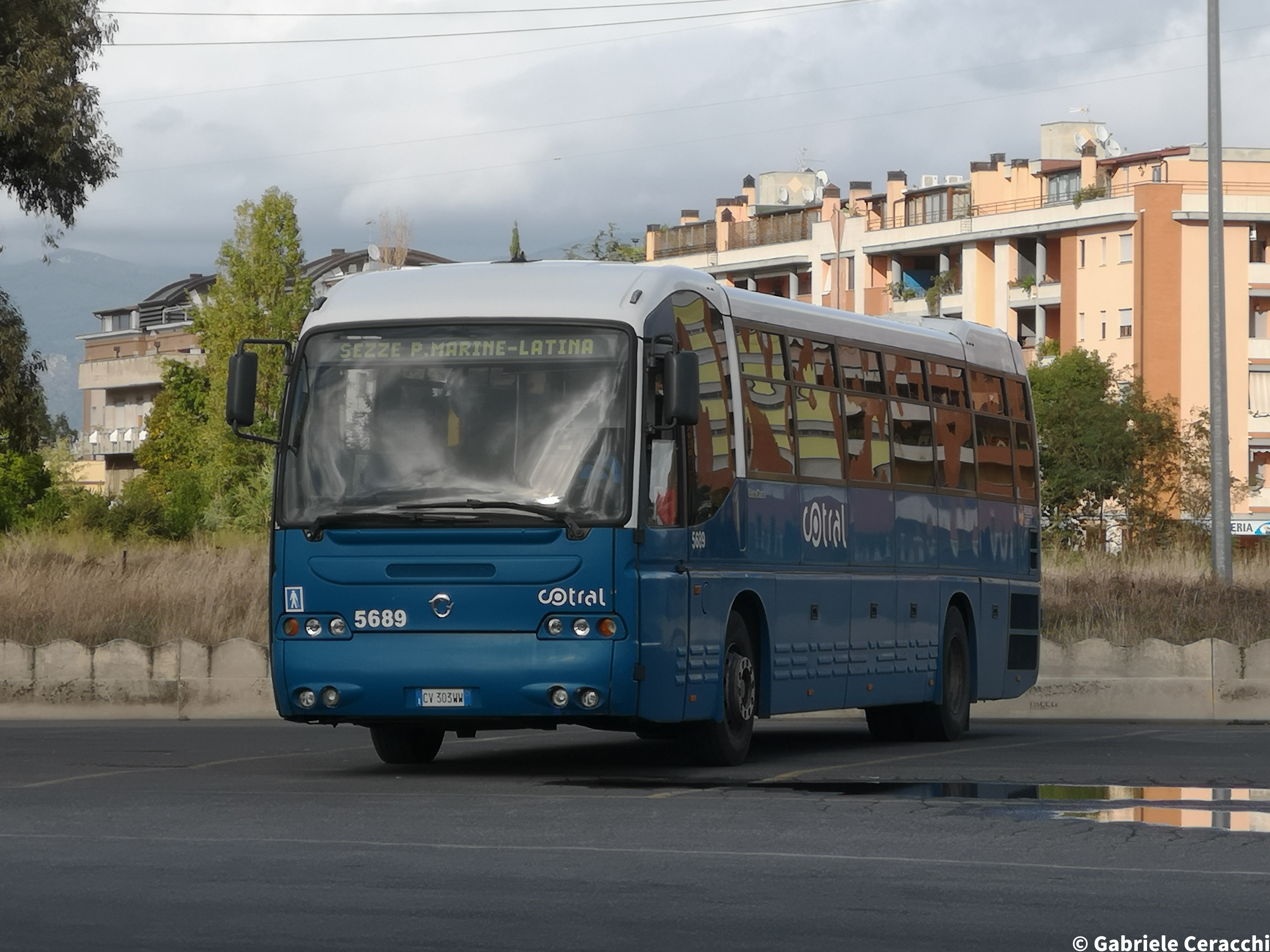
Irisbus EuroClass by Orlandi
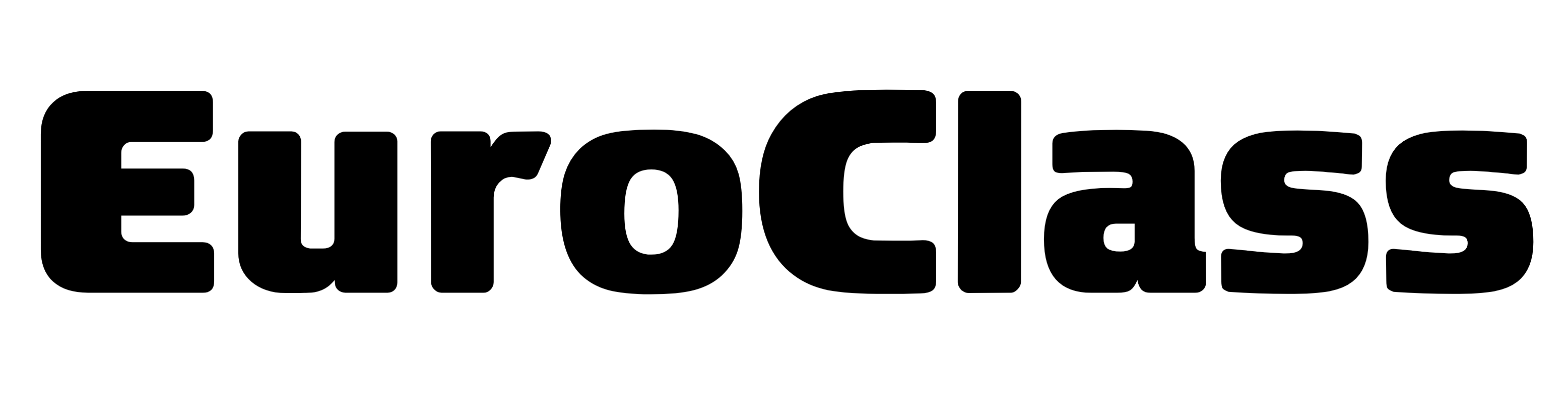
Logo denominativo